# 冶春
冶春茶社是位于中華人民共和國江蘇省扬州市护城河北岸的一個茶館，东邻天宁寺。冶春布置有临水草顶廊、榭，富于乡村气息。冶春茶社所在建築已列为扬州市文物保护单位。